# Калачинск
Калачинск (рус. Калачинск) град је у Омској области у Русији. Налази се 100 километара источно од Омскa, на левој обали реке Ом, на траси 
Трансибирске железнице. 
2023. године бројао је око 20.825 становника. 
Основан је 1795. године, а статус града добио је 1918.
Калачи (каз. Кaлaчи, романизовано Калачевский) налази се у селу у округу "Есил" из Акмолинској области, Казахстан. У 2014. је објављено да је скоро једна петина становништва претрпела 'синдром сна'. У јануару 2015. године је објављено да је више од половине становништва села планирано да се пресели у друго место. Касније је утврђено да је повећани ниво угљен моноксида, из суседног, напуштеног рудника, довео до пада нивоа кисеоника у граду.